# Баженов, Василий Яковлевич
 Василий Яковлевич Баженов  (1787—1831) — ординарный профессор истории в Казанском университете.

## Биография
Родился в 1787 году. Получил среднее образование в Ярославской семинарии (1798—1806). В 1810 году окончил Главный педагогический институт и был оставлен при институте преподавателем географии; 12 июля 1811 года определён старшим учителем истории, географии и статистики в Вятскую гимназию.
В 1818 году был избран членом Казанского общества любителей отечественной словесности; с 3 февраля 1819 года исполнял должность директора училищ Вятской губернии.
С 1820 года преподавал в Казанском университете: с 1 октября 1820 года — адъюнкт, с 24 мая 1822 года — экстраординарный профессор, с 11 августа 1823 года — ординарный профессор по кафедре истории, географии и статистики. Одновременно в 1822 году на него возложены должности инспектора студентов и директора педагогического института при университете, в период с 29 мая 1823 года до 24 июля 1824 года он был директором Казанской гимназии; с 3 августа 1826 года по июль 1830 года снова был инспектором студентов и директором педагогического института.
Был награждён орденом Св. Анны 3-й степени 3 февраля 1824 года и Св. Владимира 4-й степени (15.01.1826).
Баженовым напечатаны были: «Статистические и топографические записки по Вятской губернии» (1818) и «Опыт исторического рассуждения о действиях Промысла в устроении царств земных и народов» (актовая речь, сказанная 17 января 1823).

## Семья
Был женат на дочери подполковника Александре Федоровне Даниловой, брак заключён 30 мая 1826 года в Крестовоздвиженской церкви при Казанском университете; 26 апреля 1829 года у них родился сын Николай, 29 июля 1830 года — дочь Елизавета. Род был внесён в 3-ю часть дворянской родословной книги Казанской губернии по определению Казанского дворянского депутатского собрания от 21 декабря 1821 года.